# 外延 (晶体)
磊晶（英語：Epitaxy），是指一種用於半導體器件製造過程中，在原有晶片上長出新結晶以製成新半導體層的技術。此技術又稱外延成長（Epitaxial Growth），或指以外延技術成長出的結晶，有時可能也概指以外延技術製作的晶粒。
外延技術可用以製造矽電晶體到CMOS積體電路等各種元件，尤其在製作化合物半導體例如砷化鎵磊晶晶圓時，外延尤其重要。

## 外延成長技術的種類
- 化學氣相沉積
- 分子束外延技術：在高度真空下在表面沉積新的半導體結晶層的磊晶技術，相關可見真空蒸鍍技術。
- 液相外延或稱液態外延（英語：Liquid Phase Epitaxy, LPE）的磊晶技術
- 固相外延（英語：Solid Phase Epitaxy, SPE）的磊晶技術

## 外部連結
- epitaxy.net（页面存档备份，存于）: a central forum for the epitaxy-communities
- Deposition processes（页面存档备份，存于）